# Fyra

Een TRAXX-locomotief met intercityrijtuigen bij Badhoevedorp, voor de Schipholspoortunnel

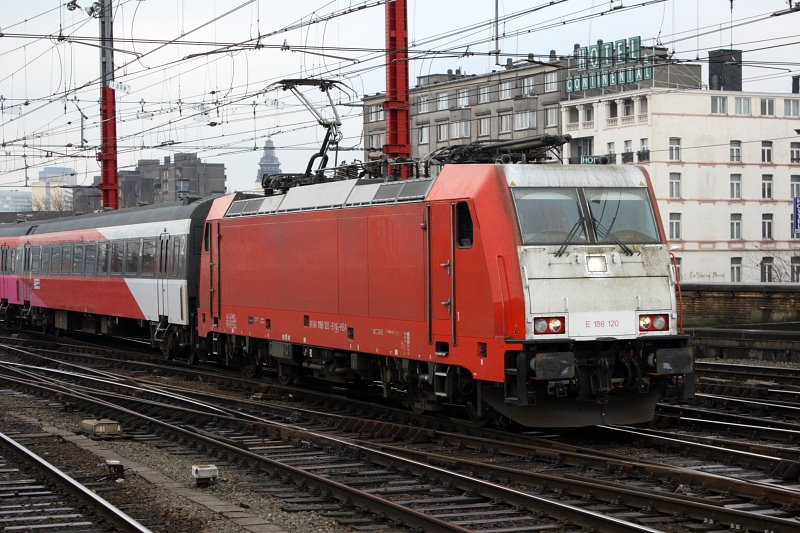
Een TRAXX-locomotief met intercityrijtuigen, bij station Brussel-Zuid

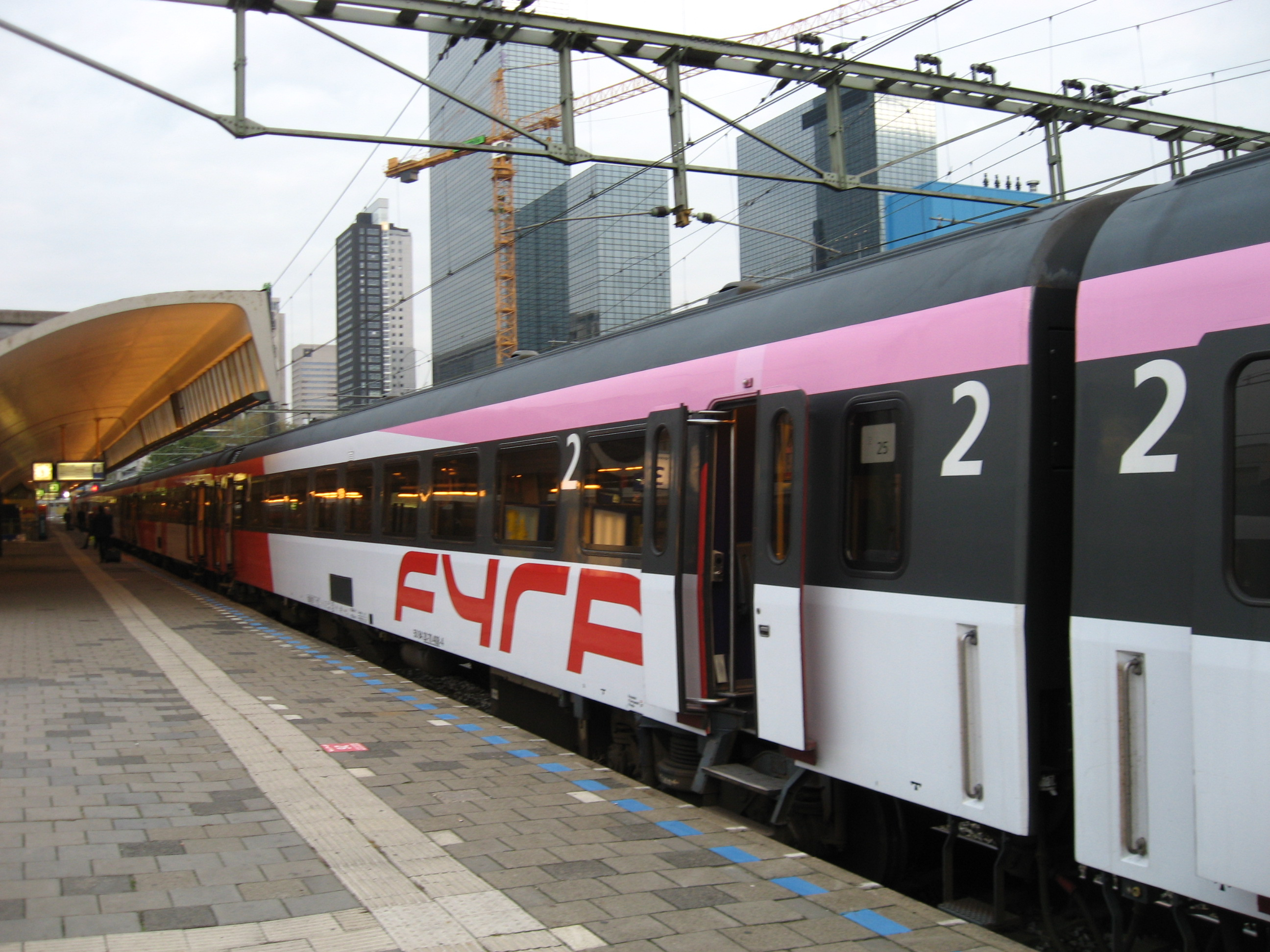
Binnenlandse Fyra-trein te station Rotterdam Centraal

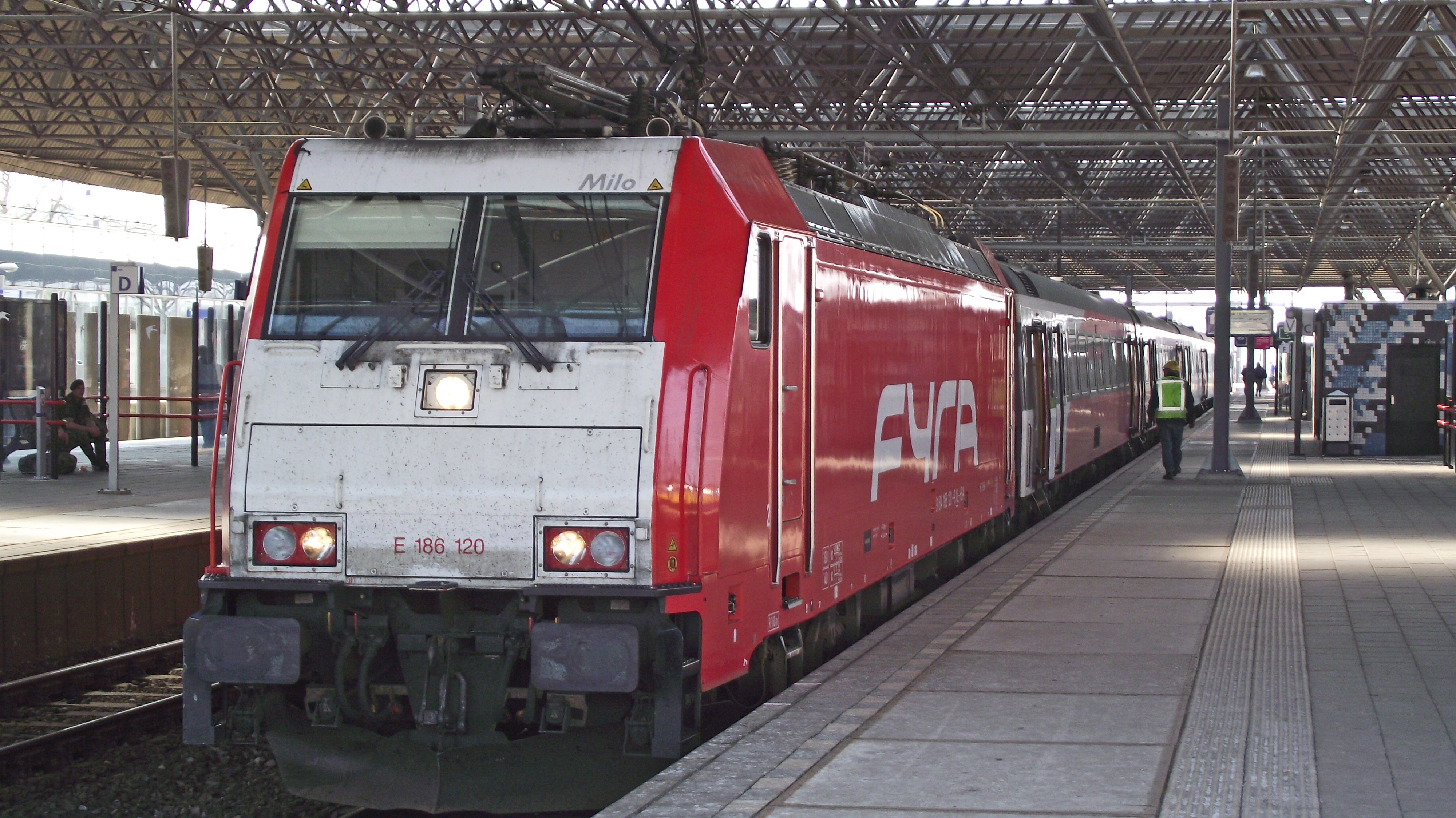
TRAXX-locomotief en intercityrijtuigen in Breda

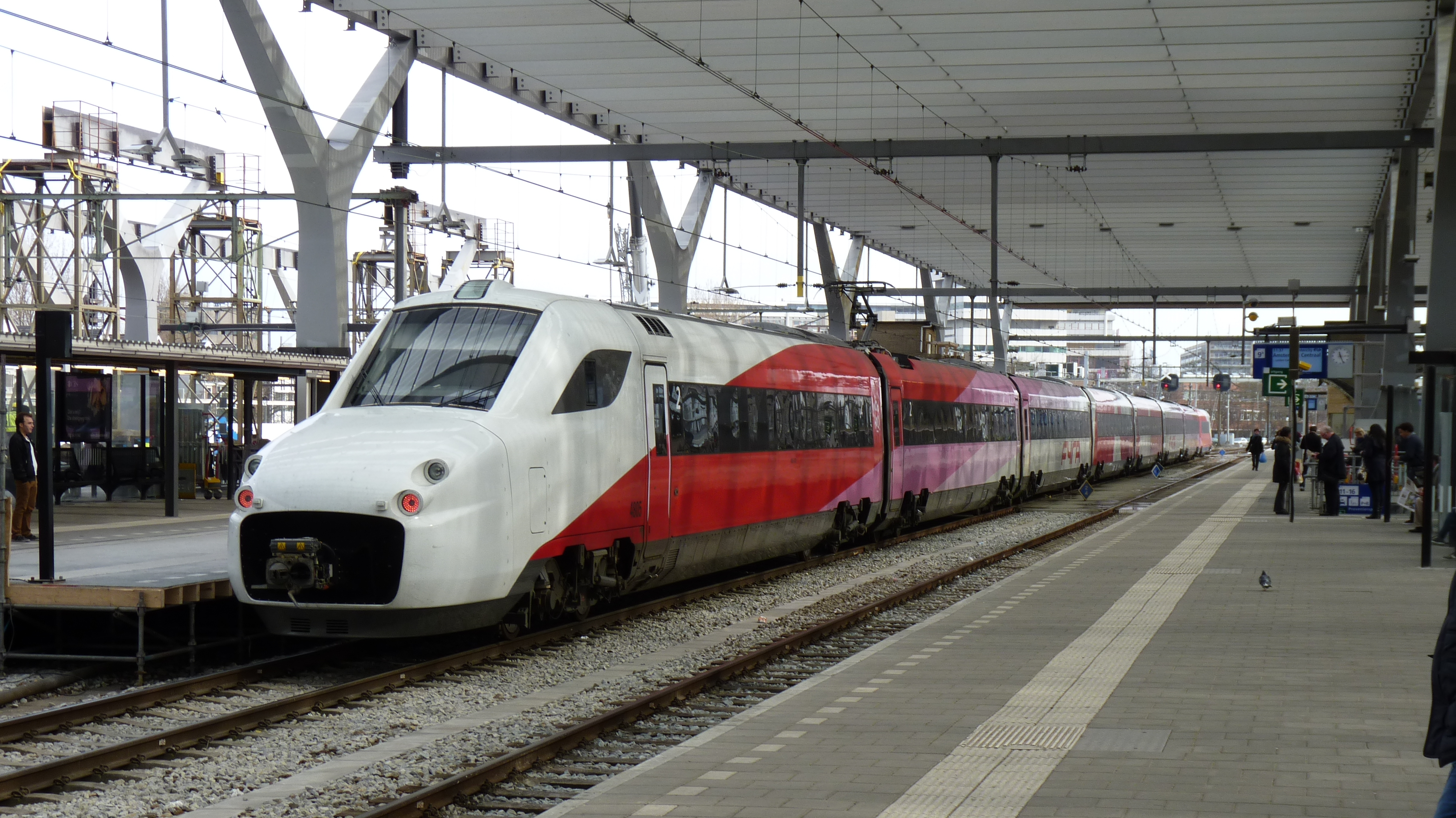
Vanaf september 2012 werden er testritten met de V250 gereden. Trein te Station Rotterdam Centraal.

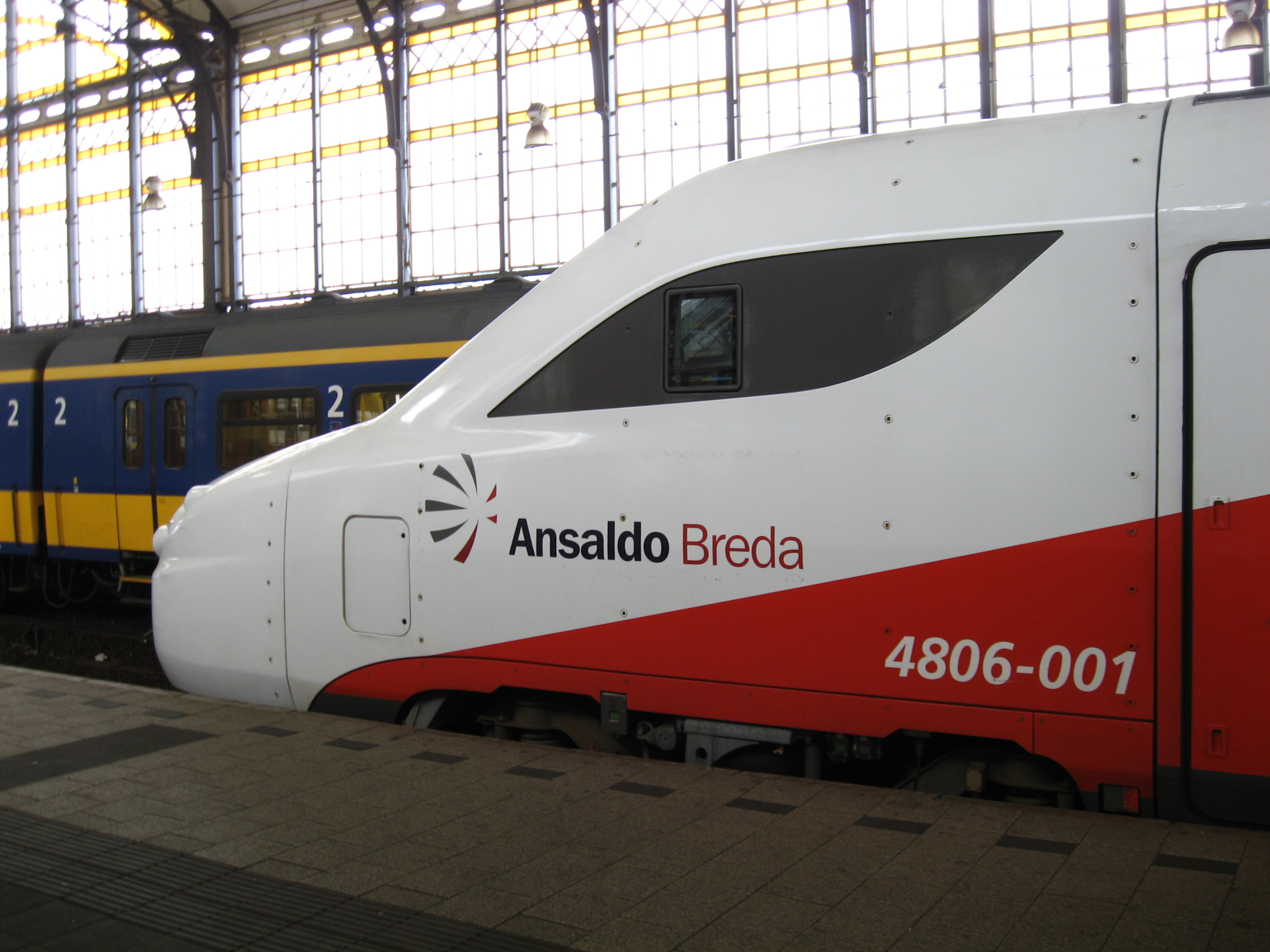
De eerste V250 tijdens een proefrit in september 2009 in Station Den Haag HS

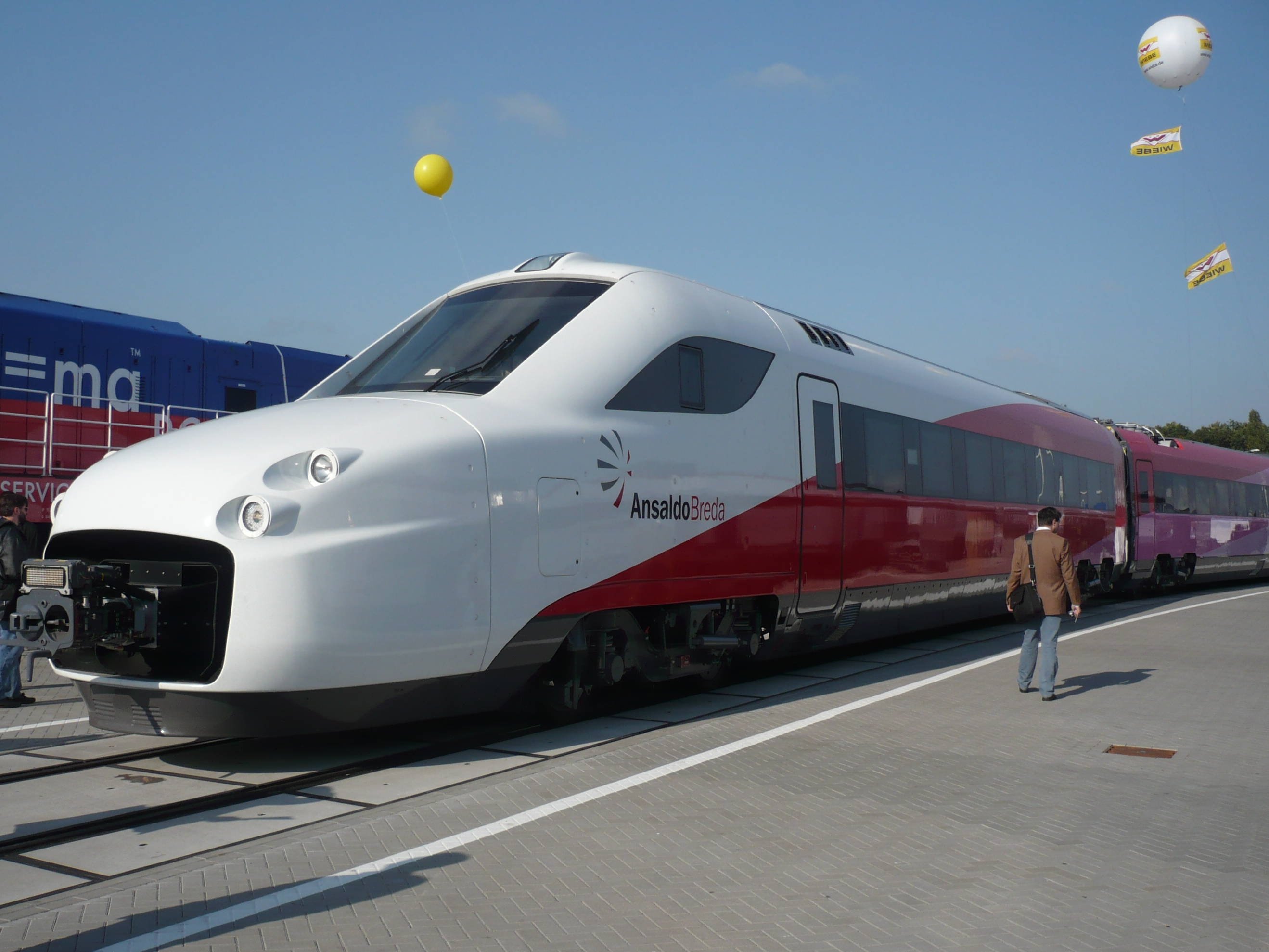
Materieelpresentatie van V250 door AnsaldoBreda

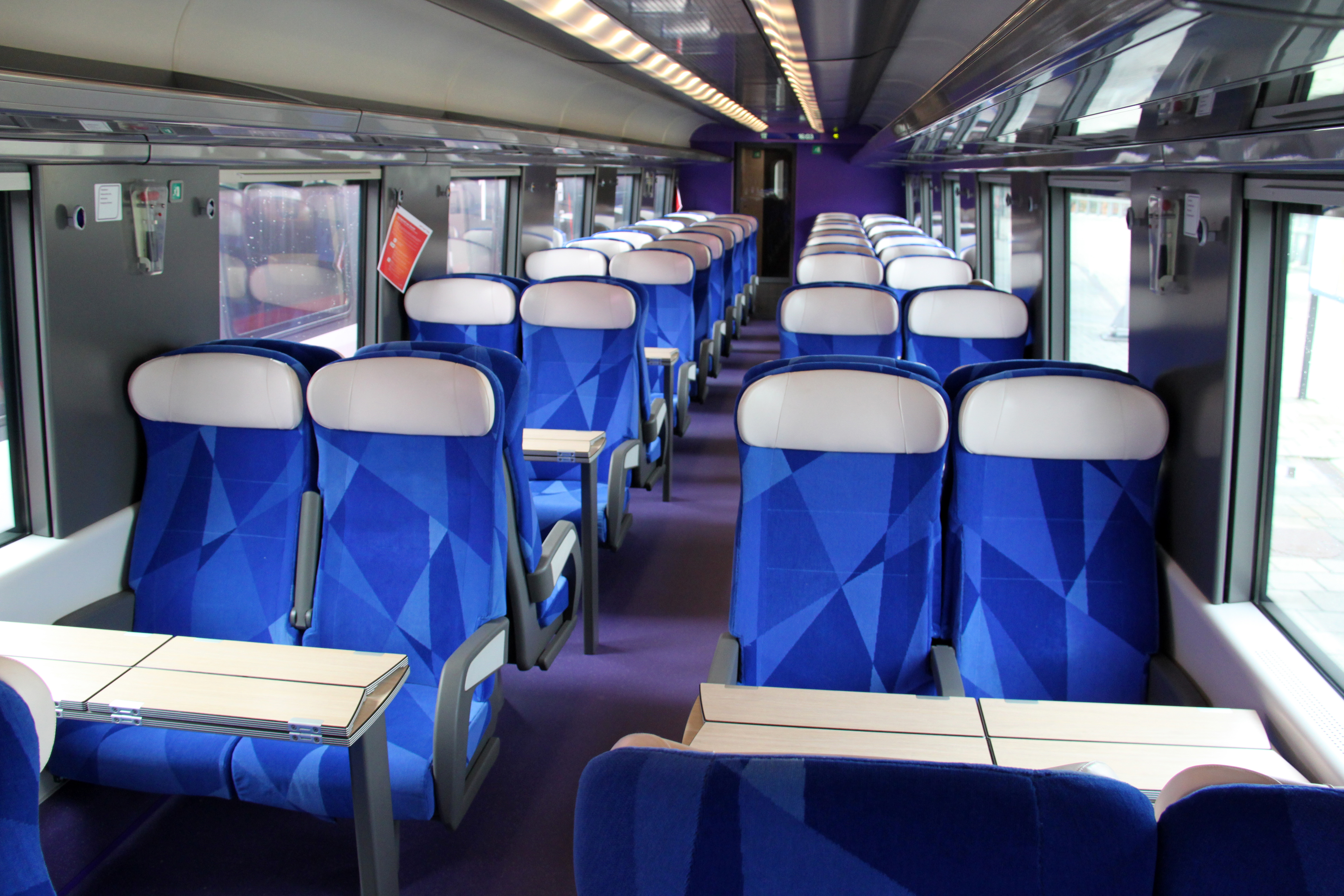
Interieur van tweede klasse van V250

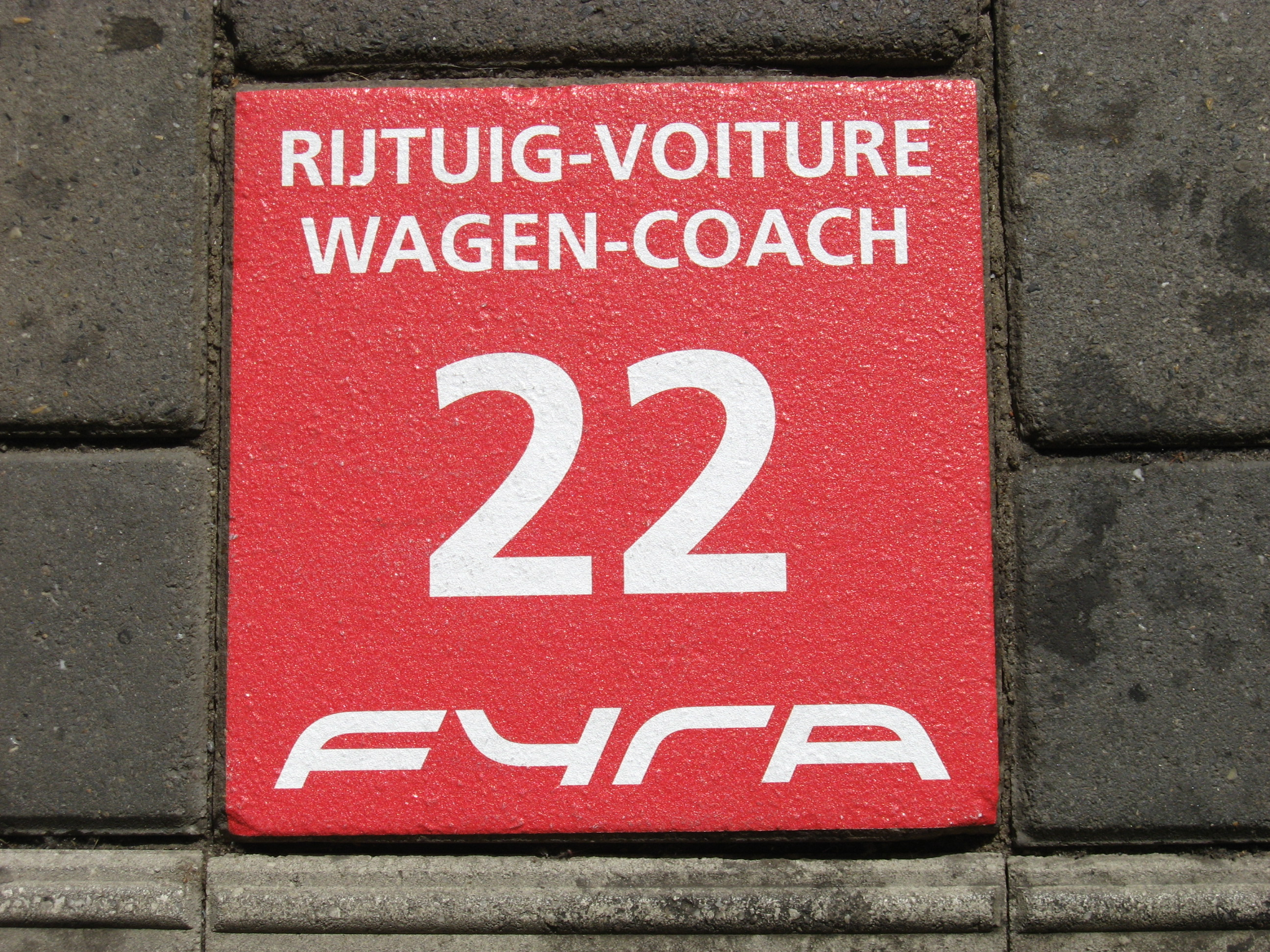
Fyra-tegel op een perron als aanduiding waar de Fyra stopt

Fyra was de merknaam voor treindiensten die gebruikmaakten van de Hogesnelheidslijn Schiphol - Antwerpen. De dienst tussen Amsterdam en Breda werd door de High Speed Alliance (HSA) geëxploiteerd. Tussen Amsterdam en Brussel was sprake van een gezamenlijke exploitatie door de HSA en de Nationale Maatschappij der Belgische Spoorwegen (NMBS).
De internationale treindienst tussen Amsterdam en Brussel heeft slechts veertig dagen gereden, van 9 december 2012 tot en met 17 januari 2013. Hiervoor werden V250-treinstellen van AnsaldoBreda S.p.A. gebruikt. Wegens gebreken aan de V250 werd de dienst opgeheven.
De binnenlandse treindienst tussen Amsterdam en Breda maakt gebruik van Bombardier TRAXX-locomotieven en intercityrijtuigen. Sinds 15 december 2013 heet de dienst Intercity direct.

## Naam
Het woord fyra is Zweeds voor het getal vier en de naam duidt op de vier steden — Amsterdam, Rotterdam, Antwerpen en Brussel — waartussen werd gereden. De merknaam werd bedacht door het merknamenbureau Globrands Naming & Strategy dat ook de naam Thalys bedacht. Het bedrijf stelde dat de naam Fyra makkelijk uit te spreken was en "trots en zelfvertrouwen" uitstraalde. Dit veranderde door aanhoudende problemen met de V250, waarna de naam werd gewijzigd, zie onder.

## Geschiedenis van Fyra-treindiensten
Onder de naam Fyra zijn twee treindiensten geëxploiteerd:
- Een binnenlandse treindienst over de route: Amsterdam Centraal – Schiphol – Rotterdam Centraal – Breda (halfuursdienst)
- Een internationale treindienst over de route: Amsterdam Centraal – Schiphol – Rotterdam Centraal – Antwerpen-Centraal – Brussel-Zuid (tienmaal per dag)

### Fyra Amsterdam – Breda
De eerste Fyra-treindienst begon op 7 september 2009 met TRAXX-locomotieven en reguliere intercityrijtuigen. In eerste instantie werd tussen de stations Amsterdam Centraal en Rotterdam Centraal gereden, één keer per uur, van maandag tot en met vrijdag, met maximaal 160 km per uur. Stapsgewijs werd de dienstregeling uitgebreid. Vanaf 12 april 2010 werd ook in het weekeinde en op feestdagen gereden en vanaf 4 oktober 2010 in een halfuursdienst en vanaf 12 december 2010 eveneens in het weekeinde. Vervolgens werd de dienst per 3 april 2011 doorgetrokken naar Station Breda.
De treindienst kende veel problemen, door softwareproblemen en problemen op de HSL-Zuid viel de trein vaak uit. Bijna drie jaar na de start van de dienst leek de Fyra in de zomer van 2012 na tal van tegenslagen meer succes te kennen. Desondanks waren er nog steeds regelmatige storingen in de dienst, zo strandden in de zomer van 2012 kort na elkaar twee treinen urenlang in de tunnel nabij Rotterdam-Overschie.
Wegens de problemen met de Fyra naar België, een dienst die spoedig werd opgeheven, heeft NS halverwege 2013 besloten de naam Fyra voor de dienst naar Breda te laten vervallen. Op 15 december 2013 werd de naam van de Fyra-dienst Amsterdam - Breda veranderd in Intercity direct.

### Tarieven
Bij het begin van de binnenlandse Fyra-treindienst werd de trein gepresenteerd als een echte hogesnelheidstrein, en de tarieven waren hier dan ook op gebaseerd. Er waren treingebonden vervoersbewijzen beschikbaar, maar reizigers konden ook met gewone NS-vervoersbewijzen reizen in combinatie met een toeslag. Een losse toeslag kon worden gehaald in de kaartautomaat. De toeslag was ook verplicht voor abonnementhouders van trajectabonnementen of een van de zes niet-trajectgebonden abonnementen. Frequente reizigers konden naast het gewone abonnement het 'Fyra Altijd Toeslagvrij'-supplement kopen, wat evenveel kostte als 26 losse toeslagen. De enige reizigers die geen toeslag betaalden waren kinderen met een Railrunner. De toeslagplicht gold tot 1 januari 2013 voor het hele traject van de binnenlandse Fyra-dienst, dus ook voor het traject Amsterdam – Schiphol waar de trein niet over de hogesnelheidslijn reed.
Volgens critici waren de tarieven van de Fyra te hoog, waardoor het aantal reizigers laag bleef. Om meer reizigers te trekken, bood NS Hispeed tot 1 februari 2011 goedkopere treinkaartjes via internet aan, wat bekendstond als superdiscount-tarief. Deze vervoerbewijzen waren geldig in een specifieke trein en niet in de gewone NS-treinen. Er was weinig belangstelling voor, vooral omdat voor de daluren een NS-vervoerbewijs met korting op gewone lijnen goedkoper bleef.
Vanaf 1 februari 2011 werd het tariefaanbod gewijzigd. Nadat de Fyra een maand lang toeslagvrij had gereden, werden lagere toeslagen ingevoerd. De toeslag voor een enkele reis Amsterdam – Rotterdam werd bijvoorbeeld verlaagd van € 7,40 naar € 2,70.
Met ingang van 1 januari 2013 werden de tarieven voor de Fyra-dienst Amsterdam - Breda opnieuw gewijzigd. Voortaan gold een toeslag van € 2,30 voor een enkele reis tweede klasse, en € 3,00 voor een enkele reis eerste klasse. Hierbij verviel de toeslag tussen Amsterdam en Schiphol. Per 15 december 2013 is vervolgens de toeslag tussen Rotterdam en Breda komen te vervallen. Dit gebeurde tegelijkertijd met de herbenoeming van de dienst naar Intercity direct.

#### Gevallen waarin geen toeslag was verschuldigd
Bij een stremming op het conventionele net, bijvoorbeeld tussen Leiden en Schiedam of tussen Zwijndrecht en Lage Zwaluwe, was soms geen toeslag verschuldigd; dit gold soms ook bij een stremming elders, als de Fyra een logische omleidingsroute bood. Dit was bijvoorbeeld bij verstoringen tussen Gouda en Woerden (Fyra toeslagvrij tussen Schiphol en Rotterdam, omreisroute vanaf Utrecht dan via Schiphol) en tussen Utrecht en Eindhoven (Fyra toeslagvrij tussen Rotterdam en Breda, omreisroute vanuit de westelijke Randstad dan via Breda).

### Fyra Amsterdam – Brussel
De Fyra-dienst Amsterdam-Brussel werd in dienst gesteld op 9 december 2012, tegelijk werd de Beneluxtrein opgeheven. De stations Den Haag HS, Dordrecht en Roosendaal hadden hierdoor geen rechtstreekse intercity-verbinding meer met Antwerpen en Brussel, en de Fyra en de Thalys kregen een monopolie op de rechtstreekse verbinding Rotterdam – Antwerpen, het enige alternatief was de langzamere stoptrein Roosendaal – Antwerpen. Doordat de Fyra net als de Thalys marktgebonden prijzen hanteerde en geen abonnementen bood, ontstond er kritiek vanuit Nederland en België. Reizigersorganisaties Vereniging Reizigers Openbaar Vervoer (ROVER), Maatschappij voor Beter OV (MVBOV) en TreinTramBus beschuldigden NS van machtsmisbruik, en dienden een klacht in bij de Nederlandse Mededingingsautoriteit, de Nederlandse en Belgische overheden en de Europese Commissie. Ook de NMBS onderzocht of het mogelijk was de Beneluxdienst te behouden, eventueel door het bieden van twee binnenlandse Intercity-verbindingen met aansluiting in Roosendaal. Eind 2007 was dit al eens geprobeerd met twee ritten van de Beneluxtrein.

### Tarieven
Voor binnenlandse reizen op de lijn Amsterdam – Brussel werd in Nederland en België een toeslag geheven boven op de binnenlandse tarieven. In Nederland was de toeslag gelijk aan die op de lijn Amsterdam – Breda.
Voor internationale reizen werden vraaggebonden prijstarieven toegepast, een tarievensysteem dat grotendeels vergelijkbaar was met dat van de Thalys. Een vervoerbewijs was geldig op een specifieke trein, en werd gecombineerd met een standaard-stoelreservering. Supersaver-tarieven boden geen flexibiliteit, maar waren in ruil hiervoor de laagste tarieven die beschikbaar waren. Full Flex-tarieven waren duurder, maar boden de reiziger de mogelijkheid een Fyra-trein eerder of later nemen dan de geboekte trein, waarbij de geboden zitplaatsgarantie verviel. Deze vervoerbewijzen konden niet bij een ticketautomaat gekocht worden, maar moesten via internet geboekt worden of bij het loket met een balietoeslag. Voor het aansluitende traject in België kon voor de meeste tarieven een aansluitend vervoerbewijs gekocht worden van en naar alle stations in België (EBS; dit was al langer mogelijk voor de Thalys en de ICE). Het kon echter niet gebruikt worden op de Fyra tussen Antwerpen en Brussel. Deze vervoerbewijzen waren, afhankelijk van de rijrichting, geldig van een dag voor of tot een dag na de reservering. Dit tarief werd toegepast op alle aanvullende trajecten, ook op de korte trajecten.
Voor abonnees was in eerste instantie geen aanbod bedacht. Als tijdelijke regeling kon men met de combinatie van vrijreizen-abonnementen van NS en NMBS (trajectabonnementen en netkaarten) reizen, in combinatie met een betaalde reservering. De reservering gold hierbij tegelijk als toeslag, en kon men alleen online en per losse treinrit gemaakt worden. De reservering was geldig voor een bepaalde trein, maar men kon een trein eerder of later nemen, zonder garantie op een zitplaats.
Nadat er kritiek ontstond over de verplichte reservering werd een tijdelijk vervoersbewijs geïntroduceerd: het 'Jump-on ticket'. Dit was duurder dan de gebruikelijke 'Supersaver'-vervoersbewijs, maar was de gehele dag geldig. Dit 'Jump-on ticket' zou geldig blijven tot 1 april 2013.

### Kritiek
De lagere frequentie, de hogere tarieven, de afwezigheid van abonnementen, het niet geldig zijn van NS-kortingskaarten of de studentenkaart, het verplicht reserveren, het niet kunnen meenemen van fietsen en het vervallen van de rechtstreekse IC-treinen tussen Den Haag, Dordrecht en Roosendaal enerzijds en Antwerpen, Mechelen en Brussel anderzijds, leidden vanaf de eerste dag van de nieuwe treindienst tot een storm van kritiek van reizigers, consumentenorganisaties en de politiek. Na overleg tussen de NMBS en de HSA werd zes dagen na ingang van de nieuwe dienstregeling de verplichte reservering (voorlopig) afgeschaft.

#### Technische problemen
Naast de bovengenoemde klachten waren er ook problemen met de betrouwbaarheid van het materieel. Al vanaf de eerste dag had het V250-materieel van de Fyra Amsterdam – Brussel te kampen met veel technische problemen. Zo vielen in de eerste week treinen regelmatig uit, en ontstonden er grote vertragingen. Alhoewel dit eerst aangemerkt werd als opstartproblemen, was dit een maand na de start van de treindienst nog steeds een probleem. Op de alternatieve route Antwerpen – Roosendaal raakte de stoptrein overvol, waardoor de NMBS genoodzaakt was om de treinen te verlengen. Volgens de NMBS konden de problemen nog maanden aanhouden.
Op 15 januari 2013 viel de helft van de Fyra-treinen uit wegens defect V250-materieel, terwijl de andere helft reed met vertragingen van gemiddeld een uur. Tussen Antwerpen en Breda of Roosendaal werden bussen ingezet. Als gevolg van de winterse omstandigheden vielen twee dagen later, op 17 januari, zeventien van de twintig treinen uit, ofwel 85%. Bij een van de enkele treinen die wel reed vond die dag een incident plaats, waarbij door ijsvorming een bodemplaat van een V250-stel losliet op hoge snelheid. Als gevolg van dit incident besloot de Belgische Dienst Veiligheid en Interoperabiliteit der Spoorwegen (DVIS) een dag later de inzet van het V250-materieel op de HSL 4 te verbieden, waardoor de Fyra-treindienst noodgedwongen gestaakt werd.

#### Vervanging van internationale Fyra door internationale intercity

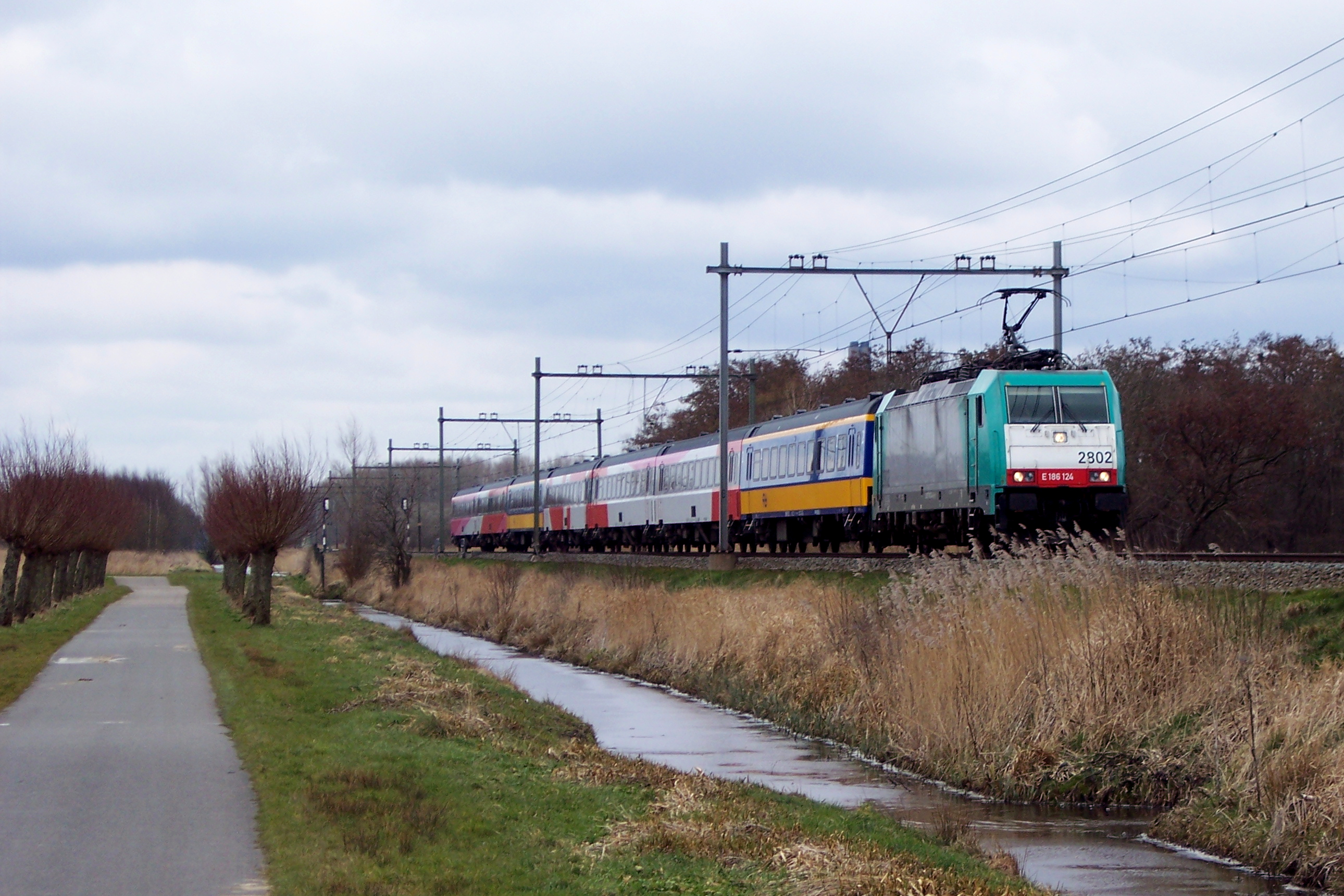
('Tijdelijke') vervanging van Fyra door intercitytrein Den Haag – Brussel

Direct na de opheffing van de Fyra-dienst Amsterdam-Brussel bleven twee reisopties over voor reizigers tussen westelijk Nederland en België, de Thalys (die door een beperkte capaciteit de vraag niet kon opvangen), en de route met de stoptrein Roosendaal – Antwerpen. Deze route duurde een uur langer dan met de oude Beneluxtrein en had twee overstappen nodig. Door het extra aantal reizigers die nu genoodzaakt was te reizen via deze route ontstond er grote drukte op de internationale treinen. De NMBS maakte op 21 januari, vier dagen na het staken van de Fyra-dienst bekend dat er vanaf 26 januari extra intercitytreinen gingen rijden tussen Antwerpen-Centraal en Roosendaal.
Het Belgische en het Nederlandse parlement besloten na het einde van de inzet van de V250 een gemeenschappelijke hoorzitting te houden over de Fyra-problematiek. Tijdens de hoorzitting, welke op 28 januari 2013 in Brussel gehouden werd, werd meegedeeld dat Prorail en Infrabel ruimte hadden gevonden om dagelijks zestien keer per dag een reguliere intercitytrein te laten rijden tussen Den Haag en Brussel. Om ook tussen Amsterdam en Den Haag te kunnen rijden, moest de dienstregeling worden aangepast, omdat sinds 9 december treinen van en naar de Hanzelijn de oude treinpaden hadden ingenomen. De (Nederlandse) rijtuigen van de vroegere Beneluxtrein waren beschikbaar, maar de (Belgische) locomotieven moesten nog beschikbaar komen.
Op 1 februari 2013 deelden de Nederlandse staatssecretaris Wilma Mansveld en NMBS-directeur Marc Descheemaecker mee dat met ingang van 18 februari op werkdagen een intercitytrein zou gaan rijden tussen Den Haag en Brussel, op de route van de vroegere Beneluxtrein. De reistijd, volgens de dienstregeling, zou 2 uur en 15 minuten zijn. Op zaterdag en zondag zou de trein niet verder dan Antwerpen rijden, vanwege werkzaamheden op het Belgische spoor. Reizigers van en naar Amsterdam zouden in Den Haag of Rotterdam moeten overstappen omdat het baanvak tussen Amsterdam en Den Haag geen ruimte bood voor extra treinen. In de eerste weken reden twee treinen per dag, vanaf 11 maart is dat aantal verhoogd tot acht dagelijkse treinen. Voor deze trein is geen reservering en geen toeslag van toepassing.
Het ontbreken van een adequate treindienst Amsterdam - Brussel leidde tot klachten uit de noordvleugel van de Randstad. Zo liet op 13 maart 2013 de Stadsregio Amsterdam weten dat zij een rechtstreekse intercityverbinding tussen Amsterdam en Brussel terug wilden.
De NS kondigde op 15 april 2013 aan dat er voor de dienstregeling 2014 ruimte op het spoor was aangevraagd voor zestien intercitytreinen per dag tussen Amsterdam en Brussel. Onderzocht zou worden of er wel of niet via de hogesnelheidslijn kon worden gereden en met welk materieel. Op 20 augustus 2013 bleek dat de NS bij Prorail geen ruimte op het spoor had aangevraagd voor het trajectdeel Amsterdam - Den Haag, zodat de opgeheven Beneluxtrein niet zou herleven met de dienstregeling 2014. De reden hiervoor was dat er geen capaciteit gevonden was voor de Beneluxtrein noordelijk van Den Haag HS. Ter aanvulling zouden wel extra Thalys-treinen ingelegd worden, maar door een tekort aan materieel zouden er niet meer dan twee treinen extra per dag ingezet kunnen worden. Met ingang van de dienstregeling 2014 zou de markt voor treinvervoer tussen Nederland en België verdeeld worden in twee groepen, reizigers zouden dan de keuze krijgen tussen de Thalys met hogere tarieven en reserveringsplicht, en de langzamere Beneluxtrein zonder reserveringsplicht en met lagere prijzen. Vanaf eind 2013 reden er 16 ingekorte Beneluxtreinen per dag. Met ingang van de dienstregeling 2015, eind 2014, is er een mogelijkheid ontstaan om de Beneluxtrein te verlengen naar Amsterdam, waardoor de oude route in ere hersteld kon worden. De reistijd is echter veel langer (ongeveer een halfuur) dan de oude dienstregeling met Beneluxtrein. Dat is gedeeltelijk veroorzaakt door de omweg langs de luchthaven van Brussel, maar ook door een suboptimaal en zeer robuust rijpad in Nederland.

## Gevolgen eindigen Fyra-treindienst

### Parlementaire enquête in Nederland
Een meerderheid in het Nederlandse parlement stemde op 4 juni 2013 in met het houden van een parlementaire enquête naar de problematiek rond de Fyra-treinen. Met het onderzoek is na de zomer begonnen.
Op 4 juli 2013 werd Madeleine van Toorenburg gekozen als voorzitter van de parlementaire enquête. In de commissie hebben verder zitting Ard van der Steur (tot hij werd benoemd tot minister van Veiligheid en Justitie in het kabinet-Rutte II), Mei Li Vos, Vera Bergkamp, Machiel de Graaf, Henk van Gerven en Ton Elias (als vervanger van Van der Steur).
Op 19 december 2013 werd de parlementaire enquêtecommissie Fyra geïnstalleerd. De openbare verhoren begonnen op 18 mei 2015; op 28 oktober 2015 kwam de enquêtecommissie met haar eindrapport, dat dezelfde dag leidde tot het aftreden van staatssecretaris Wilma Mansveld.
De hoofdconclusie van de enquêtecommissie luidde:
Het oorspronkelijk beoogde vervoer over de HSL-Zuid is niet tot stand gekomen, omdat andere belangen keer op keer prevaleerden boven het verwezenlijken van het reizigersvervoer. Zo hechtte de Staat veel belang aan de financiële opbrengsten en was NS gefocust op het behouden van zijn strategische positie op het Nederlandse spoor. Hierdoor is niet alleen het belang van de reiziger geschaad, maar blijft bovendien de met belastinggeld gefinancierde miljardeninvestering in de HSL-Zuid onderbenut.

### Rapport Ernst & Young aankoopprocedure V250
De raad van bestuur van de NMBS besloot op 3 juni 2013 een onderzoeksrapport van Ernst & Young over de aankoopprocedure van de V250 aan justitie te geven. Dat gebeurde conform de Belgische wetgeving die overheidsinstanties en ambtenaren verplicht om het Openbaar Ministerie in te lichten als er een vermoeden bestaat dat er een strafbaar feit gepleegd is. Het rapport was aangevraagd door Descheemaecker, zonder dat hij zijn directiecomité inlichtte. Een dag later besloot het parket in Brussel een justitieel vooronderzoek te starten naar mogelijke onregelmatigheden. Onderzocht wordt wat de reden is waarom AnsaldoBreda de stukprijs van een V250 tussen december 2003 en februari 2004 verhoogde van 18,9 naar 20,7 miljoen euro. De Italianen waren de enigen die een offerte indienden. Nagegaan wordt of het bedrijf daar op oneigenlijke gronden achter was gekomen en om die reden de prijs verhoogd had.
Het bedrijf Lloyd's Register werd door de NS en de NMBS ingeschakeld om de bouw te begeleiden en kreeg tegelijkertijd een opdracht van AnsaldoBreda om de V250 te keuren. Het bedrijf keurde de treinstellen goed. Zie ook onder.

### Gevolgen voor HSA
Al in 2007 was er de vrees dat een faillissement van de HSA dreigde. Eind januari 2011 berichtte het Nederlandse Ministerie van Infrastructuur en Milieu dat op de exploitatie van de Fyra-diensten zodanige verliezen geleden werden dat de HSA zonder financiële hulp failliet zou gaan. Oorzaak waren de veel te hoge uitgaven voor HSA tegenover de lager dan ingeschatte inkomsten. Het kostte de Nederlandse staat honderden miljoenen euro's om het faillissement af te wenden. Een in juni 2011 gepubliceerd onderzoek van het Nederlandse dagblad NRC Handelsblad bevestigde dat er in de aanbestedingsprocedure veel te hoog was geboden en dat er grote misverstanden waren tussen de NS en het Ministerie van Verkeer en Waterstaat.

### Imago en reputatieschade
Volgens experts was het imago van de V250 en de merknaam Fyra niet meer te redden. Imago-expert Rudy van Belkom zei dat er voor NS HiSpeed niets anders op zat dan een andere leverancier te zoeken, de naam te veranderen en het opnieuw te proberen.
De NS haalde op 4 juni 2013 de merknaam Fyra uit de advertenties voor de overgebleven Fyra-dienst op het traject Amsterdam – Breda. Met ingang van de dienstregeling 2014 staat de dienst Amsterdam - Breda bekend als Intercity direct.

### Dubbelrol
Het bedrijf Lloyd's Register speelde volgens dagblad De Telegraaf een opmerkelijke dubbelrol in het Fyra-drama. Lloyd’s werd door NS en NMBS ingeschakeld om de bouw te begeleiden en kreeg tegelijkertijd een opdracht van bouwer AnsaldoBreda om de Fyra te keuren. Lloyd’s verleende de Fyra volgens ingewijden een licentie "omdat de keuring een momentopname is. Echter is het dan niet duidelijk wat er met een trein gebeurt als er tienduizend kilometers mee gereden wordt."

### Fyra Den Haag/Breda – Antwerpen/Brussel
In 2005 werd tussen Nederland en België overeengekomen dat er een internationale Fyra-verbinding zou komen tussen Den Haag en Brussel, via Breda. In een later stadium liet de NMBS echter weten geen geld te hebben om de Fyra te laten rijden naar Den Haag. Ook zou volgens de Belgen de lijn onrendabel zijn.
Op 3 december 2012 werd besloten dat er een Fyra-dienst van Breda naar Antwerpen zou komen maar dat Den Haag geen Fyra-dienst zou krijgen. Op het traject Breda – Antwerpen zou vanaf 8 april 2013 acht keer per dag een trein gaan rijden. Er zou geen reserveringsplicht en toeslag komen. Door het buitendienst stellen van de V250 is dit echter nooit gebeurd.
In februari 2013 bleek dat de Belgische spoorwegen de verbinding Den Haag – Brussel nimmer gewild hadden en daarom het hiervoor nodige twintigste treinstel niet besteld hadden.

### Concurrentieplannen
Op 16 januari 2013 nam de gemeente Den Haag het initiatief om te onderzoeken of er alsnog een rechtstreekse treindienst tussen Den Haag en Brussel over gewoon spoor kan worden gerealiseerd. Volgens de Europese regels is het internationaal treinvervoer een vrije markt en kan geen vervoerder tegengehouden worden om een treindienst op te zetten. (Er zijn echter beperkingen mogelijk op het vervoer van binnenlandse reizigers (Cabotage). Nederland heeft deze beperkingen zeer breed geïnterpreteerd ter bescherming van het NS-monopolie, waardoor het in praktijk zeer moeilijk is een renderende treindienst op te zetten met tegenwerking van NS en de staat.) Als partner werd Arriva gevonden, dat daardoor een concurrentiestrijd aan zou binden met de NS. Eind juni 2014 werd het project echter gestaakt, omdat er geen sluitende businesscase gemaakt kon worden en er inmiddels een andere treindienst reed die Den Haag rechtstreeks met Antwerpen en Brussel verbond.

## Reizigersaantallen
Bij de start van de Fyra lag het aantal reizigers op een laag niveau. Dit resulteerde in 2010 buiten de spits in een gemiddelde bezetting van 5 procent van de zitplaatsen, waardoor vervoerder NS Hispeed verwachtte vijftien jaar verlies te lijden op de treindienst. Om te voorkomen dat de exploitant High Speed Alliance failliet ging, werd een aangepaste businesscase ingediend bij de minister. Mede hierdoor kreeg HSA enkele malen uitstel voor de aan de Nederlandse overheid te betalen vaste vergoeding voor de concessie.
Na een verlaging van de toeslagen van de Fyra nam het aantal reizigers toe. Begin 2013 was de gemiddelde bezettingsgraad van Fyra Amsterdam – Rotterdam rond de 22%, in de spits oplopend tot 33%. In het artikel over de HSL-Zuid zijn reizigersaantallen van elk kwartaal raadpleegbaar.

## Snelheid
De trein kon het traject Amsterdam – Brussel (212 km) in 1 uur en 46 minuten afleggen; een gemiddelde snelheid van 120 km/h, inclusief de stops.

### Nederland
- 125 km, waarvan 85 km hogesnelheidslijn
- de overige 40 km is een deels bestaande en deels nieuw aangelegde spoorlijn, maar geen hogesnelheidslijn.[63]

### België
- 87 km, waarvan 35 km hogesnelheidslijn
- de overige 52 km is bestaande spoorlijn met een toegestane maximumsnelheid van 160 km/h, met beperkingen ter hoogte van de noord-zuidverbinding in Brussel (50 km/h), het station van Mechelen (100 km/h) en de tunnel onder Antwerpen-Centraal (90 km/h).[64] Tot 2011 kwam daar nog een brug in Duffel bij (90 km/h, inmiddels vervangen).